# Břehyňský rybník
Der Břehyňský rybník (deutsch Heideteich) ist ein Stausee in Nordböhmen, Tschechien. Er befindet sich drei Kilometer nordöstlich von Doksy an der Straße II/270 zwischen Doksy und Mimoň. Der flache See liegt auf moorigem Terrain und ist von einem breiten Schilfgürtel umgeben. Gestautes Gewässer ist der Břehyňský potok.

## Geographie
Der Břehyňský rybník befindet sich in dem zur Ralská pahorkatina (Rollberg-Hügelland) gehörigen Kummergebirge auf dem Kataster Doksy u Máchova jezera in einer sumpfigen Niederung zwischen dem Bösighügelland und den Sandsteinhügeln des Kummergebirges. Nördlich erheben sich der Mlýnský vrch (Mühlberg, 389 m), der Pec (Petzberg, 451 m) und der Bílý kámen (Weißenstein, 317 m), im Nordosten die Malá Buková (Kleiner Buchberg, 431 m) und die Velká Buková (Großer Buchberg, 474 m), östlich die Dubová hora (Eichberg, 321 m) und der Zlatý vrch (Goldberg, 324 m), im Süden die Bösige und die Slatinné vrchy (Schlattenberg, 429 m) sowie südwestlich der Králův kámen (Galgenberg, 314 m).
Einzige Ortschaft am See ist das am Teichdamm befindliche Dorf Břehyně, östlich liegt die Wüstung Strážov. Der gesamte See ist Teil des Nationalen Naturreservats NPR Břehyně-Pecopala.

## Geschichte
Der Teich ist Teil eines Systems mittelalterlicher Fischteiche entlang der sumpfigen Niederungen entlang des Robečský potok und seiner Zuflüsse, das sich von Doksy bis Zahrádky und Holany erstreckte. Der genaue Zeitpunkt der Anlegung des Fischteiches ist unbekannt. Nach einigen Quellen soll der Teich im Jahre 1287 errichtet worden sein. Zumeist wird jedoch angenommen, dass der Teich nach 1366 zusammen mit dem Máchovo jezero entstanden ist. In einem Privileg Georg von Podiebrads für die Stadt Hirschberg aus dem Jahre 1460 wurde der Teich am Bach Rohlevka erstmals schriftlich erwähnt. 
Im Jahre 1933 und erneut 1967 wurde der Břehyňský rybník als Nationales Naturreservat unter Schutz gestellt.
Auf dem gefrorenen Moorboden des abgelassenen Teiches wurden im Winter 2009/10 Bodenuntersuchungen vorgenommen. Dabei wurden zahlreiche Baumstümpfe und Reste umgestürzter Bäume aufgefunden. Eine dendrochronologische Untersuchung der Funde ergab, dass sich bis ins 14. Jahrhundert an der Stelle des Teiches ein Kiefernurwald mit einigen Fichten befunden hat. 

## Beschreibung
Der Břehyňský rybník wird am südwestlichen Fuße des Mlýnský vrch in Břehyně durch einen 140 m langen Erddamm gestaut. Er hat eine Fläche von 80,837 ha, davon sind 40 ha mit einem Schilfgürtel bewachsen. Auf dem Wasserspiegel wachsen Seerosen und Gelbe Teichrosen. Der Teich wird von ausgedehnten Sumpfwiesen und Mooren umgeben, in denen seltene oder geschützte Pflanzen gedeihen. Die maximale Wassertiefe beträgt zwei Meter. Der Wasserablauf erfolgt über den durch den Sandsteinuntergrund geschlagenen Heidemühler Schlucken (Břehyňská průrva). 
Der Teich ist nach dem Máchovo jezero der zweitgrößte des Teichgebietes um Doksy. Er dient als Brutgebiet und Rastplatz für Wasservögeln.
Der Břehyňský rybník wird als Fischereigewässer genutzt.